# Obwód opoczyński
Obwód opoczyński – jednostka terytorialna Królestwa Polskiego (z siedzibą w Końskich), jeden z 39 obwodów Królestwa. Wchodził w skład województwa sandomierskiego (1816–1838), a następnie guberni sandomierskiej (1838–1842).
11 października 1842 przemianowany na powiat opoczyński (dotychczasowy powiat opoczyński przemianowano natomiast na okręg opoczyński).

## Podział terytorialny
- powiat konecki
- powiat opoczyński
- powiat szydłowiecki